# حيدر مالك
حيدر مالك شادوراه (توفي عام 1627) هو مسؤول إداري وجندي في كشمير في خدمة سليم نور الدين جهانجير، السلطان المغولي الهندي الرابع من عام 1605 حتى وفاته عام 1627. كتب حيدر مالك أشهر تاريخ لكشمير باللغة الفارسية (اكتمل عام 1621) وهو أحد العديد من الكتب بعنوان تاريخ كشمير، والذي يُحدد ويُعنون باسم تاريخ حيدر مالك. وُلِد مالك محمد تشادوراه في تشادوراه، وهي قرية تقع على بعد عشرة أميال جنوب سري نكر، وهو ابن حسن مالك. تُرجم تاريخه إلى الإنجليزية باسم حيدر مالك تشادوراه تاريخ كشمير، راجا بانو، بهافنا براكاشان، 1991.